# Vliegbasis Andrakaka
Vliegbasis Andrakaka is een militair vliegveld bij Antsiranana in de regio Diana. Het vliegveld wordt tevens gebruikt door de Malagassische marine.